# Colgate Series Championships 1979
Colgate Series Championships 1979 — жіночий тенісний турнір, що проходив на закритих кортах з килимовим покриттям Capital Centre у Лендовері (США). Це був турнір завершення сезону Virginia Slims World Championship Series 1979. Відбувсь утретє і тривав з 2 січня до 7 січня 1980 року. Друга сіяна Мартіна Навратілова здобула титул в одиночному розряді й отримала за це 75 тис. доларів США.

## Фінальна частина

### Одиночний розряд
Мартіна Навратілова —  Трейсі Остін 6–2, 6–1

### Парний розряд
Біллі Джин Кінг /  Мартіна Навратілова —  Кріс Еверт /  Розмарі Касалс 6–4, 6–3

## Розподіл призових грошей
| Дисципліна       | П       | F       | 3-тє    | 4-те    | 5th     | 6th    | 7th    | 8th    |
| Одиночний розряд | $75,000 | $40,000 | $22,000 | $17,800 | $11,000 | $9,000 | $7,000 | $6,000 |
| Парний розряд    | $30,000 | $16,000 | $10,000 | $7,000  | NA      | NA     | NA     | NA     |

Призові гроші в парному розряді подано на пару.